# 윤시윤 (가수)
윤시윤 (2005년 1월 8일~)는 대한민국의 앰퍼샌드원의 멤버이다.

## 경력
- 2023년 ~ 그룹 앰퍼샌드원 멤버

## 개요
2023년 11월 15일에 데뷔한 대한민국의 7인조 다국적 보이그룹 앰퍼샌드원의 멤버. 그룹 내에서 메인보컬을 맡고 있다.

## 여담
- 가장 자신 있는 포지션은 댄스라고 한다. 힘 있는 안무를 보여드려서 사람들의 기억에 남는 아이돌이 되고 싶다고 한다.

- 롤모델은 정두홍이라고 한다. 하는 무술 등을 보고 본받고 싶은 점이 많았다고.

- 자신을 세 단어로 표현하면 슌돌이, 왕눈이, 작은 얼굴이라고 한다.

- 가끔 한강을 가서 산책하면서 생각을 정리한다고 한다.

- FNC엔터테인먼트 입사 전 개인 인스타가 있었지만 입사 후 현재는 사라진 상태이다.

- 같은 학교 후배의 증언의 따르면, YG 연습생 출신답게 실력이 출중한 올라운더이며, 성격도 귀엽고 실물 분위기가 상당하다고 한다. #

- YG 보석함 8화에서 윤재혁과의 1 : 1 생존 경쟁을 두고 이 둘을 '7개월 차 유닛'이라고 소개했는데, 이를 미루어 짐작했을 때 YG엔터테인먼트에서의 연습생 기간은 약 7개월로 보이며, 이후 WM엔터테인먼트, FNC엔터테인먼트에서의 연습생 기간을 모두 합치면 연습생 기간은 도합 약 5년 5개월로 추정된다.

- 데프댄스스쿨 출신이다.

- 꾸고 싶은 꿈을 잠들기 전에 생각하고 있으면 그 생각을 이어서 꿈을 꾸게 된다고 한다.